# Perfenazyna
Perfenazyna (łac. perphenazinum) – organiczny związek chemiczny, lek przeciwpsychotyczny I generacji, pochodna piperazynowa fenotiazyny.

## Opis działania
Perfenazyna ma właściwości przeciwpsychotyczne, przeciwlękowe i przeciwwymiotne. Działa hamująco na system nerwowy, zmniejsza zaburzenia psychiczne typu halucynacje, gonitwa myśli.
Lek pod postacią tabletek zaczyna działać po godzinie od zażycia, a jego działanie trwa około 6 godzin.

## Wskazania do stosowania
Perfenazyna wskazana jest w leczeniu stanów psychotycznych. W małych dawkach może być stosowana w zaburzeniach lękowych. Bywa stosowana dla zahamowania nudności i wymiotów.

## Ostrzeżenia
Perfenazyna może nasilać zaburzenia depresyjne. Pochodne fenotiazyny mogą spowodować nagły duży spadek ciśnienia tętniczego krwi. Preparat z zawartością perfenazyny należy stosować ostrożnie u osób narażonych na działanie bardzo wysokich i niskich temperatur, u kobiet z rakiem sutka, pacjentów z upośledzeniem czynności nerek lub z przewlekłymi zaburzeniami oddechowymi.
Nie należy stosować u osób w śpiączce, będących pod wpływem alkoholu, przy zaburzeniach hematologicznych.
Długotrwałe leczenie z zastosowaniem perfenazyny może skutkować uszkodzeniem wątroby, nerek, powstaniem złogów w rogówce i soczewce oka, zmianami w siatkówce oka, wystąpieniem późnych dyskinez.

## Działania niepożądane
- Najczęściej: zespoły pozapiramidowe (parkinsonizm, późne dyskinezy, akatyzja), zmiany hematologiczne, żółtaczka, odczyny skórne
- Rzadziej: złośliwy zespół neuroleptyczny, obniżenie aktywności psychoruchowej, reakcje alergiczne, zaburzenia czynności autonomicznego układu nerwowego, gruczołów wydzielania wewnętrznego, układu krążenia, wątroby.

## Dawkowanie
Ustalane indywidualnie przez lekarza.

## Nazwy handlowe
- Trilafon – tabletki powlekane 2 mg, 4 mg lub 8 mg (blistry po 30 lub 100 tabletek) oraz do iniekcji 5 mg/ml
- Trilafon enanthate – lek o zmodyfikowanym, przedłużonym uwalnianiu (tzw. depot) roztwór do iniekcji 100 mg/ml

Obie formy leku zostały wycofane przez producenta (MSD) z obrotu w 2013 roku.